# V420 Большого Пса
V420 Большого Пса (лат. V420 Canis Majoris) — одиночная переменная звезда в созвездии Большого Пса на расстоянии (вычисленном из значения параллакса) приблизительно 14432 световых лет (около 4425 парсеков) от Солнца. Видимая звёздная величина звезды — от +5,73m до +5,47m.

## Характеристики
V420 Большого Пса — красная углеродная полуправильная переменная звезда (SR) спектрального класса C.